# Pierwsze Międzynarodowe Sympozjum Rzeźbiarzy w Hoyerswerda

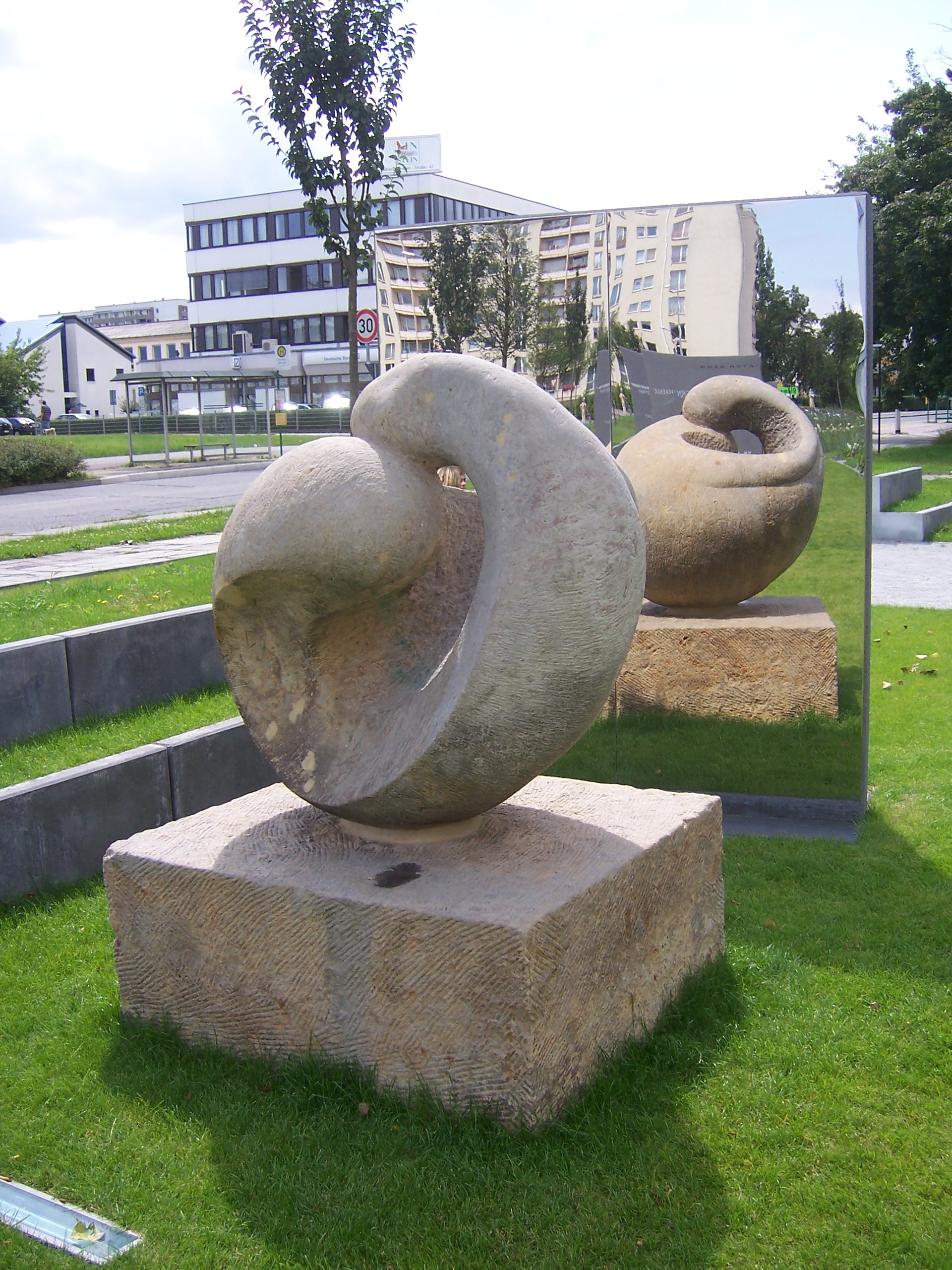
Rzeźba „Ewolucja” Zygfryda Korpalskiego

Pierwsze Międzynarodowe Sympozjum Rzeźbiarzy w Hoyerswerda (niem. I. Internationales Bildhauersymposium Hoyerswerda 1975) – pierwsze międzynarodowe sympozjum (biennale) rzeźbiarskie, które odbyło się w miejscowości Hoyerswerda, w ówczesnej Niemieckiej Republice Demokratycznej, obecnie kraju związkowym Saksonia w Niemczech.  

## Opis
Pierwsze Międzynarodowe Sympozjum Rzeźbiarskie, nazywane także plenerem rzeźbiarskim, odbyło się latem 1975 roku pod hasłem Friede, Glück und Freundschaft (Pokój, Szczęście i Przyjaźń). Organizatorem sympozjum był niemiecki artysta-rzeźbiarz Jürgen von Woyski. Współorganizatorem było Stowarzyszenie Artystów Sztuk Wizualnych NRD. W spotkaniu uczestniczyli artyści-rzeźbiarze z NRD i krajów Europy Wschodniej. 
Trwające osiem tygodni sympozjum odbyło się na terenie ogrodu zoologicznego w Hoyerswerda. Większość prac wykonano z piaskowca pochodzącego z miejscowości Reinhardtsdorf i Cotta (część miejscowości Dohma). Rzeźby wykonane podczas trwania sympozjum usytuowano później przed centrum handlowym (Kühnichter Heide) w kompleksie mieszkalnym nr IX w Hoyerswerda. 
W 2009 roku rzeźby z kompleksu mieszkalnego nr IX zostały przeniesione do tzw. parku rzeźb przy Albert-Einstein-Straße w Hoyerswerda. Rzeźby poddano renowacji usuwając z nich porastające je glony, a także brud i graffiti.
Następne sympozja rzeźbiarskie odbywały się co dwa lata do 1989 roku włącznie.

## Uczestnicy i prace
W biennale uczestniczyli Jürgen von Woyski jako organizator i zaproszeni rzeźbiarze: Peter Kern z Berlina, Alexander Ilečko z Czechosłowacji, Zygfryd Korpalski z Polski, Joszef Seregi z Węgier i radziecki rzeźbiarz Jurij Orechow. Prace stworzone przez poszczególnych rzeźbiarzy:
- Jürgen von Woyski – Aufbrechende Frucht
- Peter Kern – Hockende
- Alexander Ilečko – Mutter mit Kind
- Zygfryd Korpalski – Evolution
- Joszef Seregi – Den Regen erwartend
- Jurij Orechow – Baum des Glücks
- praca wspólna – Friede, Glück, Freundschaft[5]